# Bombardement du Madjles d'Iran
Le bombardement du Madjles d'Iran a eu lieu le 23 juin 1908 à Téhéran, lors de la révolution constitutionnelle persane, lorsque les brigades cosaques persanes, commandées par Vladimir Liakhov et les autres officiers russes, ont bombardé et, par là, ont supprimé le parlement iranien, le Madjles.

## Histoire
Mohammad Ali Chah Qadjar, le chah de Perse, monté sur le trône en janvier 1907, était contre la constitution de l'Iran de 1906 ratifiée au cours du règne de son père Mozaffareddine Chah.